# 민족구역자치
민족구역자치(民族区域自治)는 중화인민공화국 인민정부가 채용하고 있는 「소수민족」의 통치 정책이다.

## 민족 구분 작업
〈민족 식별 작업〉이란 중화인민공화국 국민에 대한 민족별의 구분 작업을 뜻한다. 중국의 국민을 구성하는 여러 집단이 어떠한 민족에게 귀속할까를 법적으로 확정시키는 행정 수속이다. 청대로부터 중화 민국을 거쳐 전통적으로 다섯 민족으로 여겨져 온 민족의 수는 이 작업에 의해, 56개 민족까지 세분화되었다. 1935년의 조사에서 소수민족의 수는 400개 정도였지만, 정부에 의한 민족 식별 작업에 의해 통합을 추진해, 56개의 민족이 공인되었다. 한족을 제외한 55개의 「소수민족」은 민족마다, 그 집단거주 지역이 구역 자치의 영역으로서 지정되어 그 땅에 대한 주거 권한과 그 민족에 대해 「민족의 문자와 언어를 사용할 권리」, 「일정한 재산의 관리권」, 「일정 규모의 경찰·민병 부대의 조직권」, 「구역 내에서 통용되는 시행 법령의 여러 정권」등이 인정된다.
2001년 개정된 「민족구역자치법」(民族区域自治法)에는 “민족구역 자치제도는 국가의 제1항 기본 정치제도”라는 것이 명확하게 규정되어 있다.

## 구역 자치 단위의 종류
중화인민공화국의 현행 제도 하에서는 제1급 행정구역으로서 성, 자치구, 직할시가 있고, 그 아래에 위치하는 지급(지구급) 행정 단위로서 지구, 지급시, 멍(맹), 자치주가 있으며, 그 아래에는 현급의 행정 단위로서 현, 현급시, 기가 있고, 최하층 단계의 행정 단위로서 향, 슴이 있다.
「민족구역자치」단위는 그 규모의 크기에 따라 자치구, 자치주, 자치현, 자치향 등이 있다. 멍, 기, 슴은  청대에 주로 몽골인에 대해서 시행된 맹기제 이래의 호칭을 답습한 내몽고에만 볼 수 있는 독특한 민족구역자치 단위이다. 또 자치구 내에는 민족구역자치 단위이면서 「00족자치-」를 붙이지 않는 지구나 지급시, 현이 자치구 내의 지구나 자치주, 지급시에는 민족구역자치 단위면서 「00족자치-」를 붙이지 않는 현이 존재한다.

## 자치구
자치구로서는 아래와 같은 것들이 존재한다.
- 내몽골 자치구(内蒙古自治区)
- 광시 좡족 자치구(広西壮族自治区)
- 티베트 자치구(西蔵自治区)
- 신장 위구르 자치구(新疆維吾爾自治区)
- 닝샤 후이족 자치구(寧夏回族自治区)

중화인민공화국의 건국 초기에는 자치구라고 하는 명칭을 가지는 민족 자치행정 단위가 다수 존재했지만, 대부분 소규모의 단위로 행정 제도가 정비됨에 따라 대부분이 자치주라고 개칭했다. 현존 하는 5개의 자치구는 모두 성급의 행정 단위이다.

## 지급행정구
중화인민공화국의 지구급의 행정 단위로서는 지구, 지급시, 주, 멍(맹)의 4종이 있다. 멍은 청대 이래, 몽골 고원에 설치되었던 행정 단위이다. 주는 1950년대 중반 이후, 지구급의 민족구역 자치행정 단위에만 이용된 행정 단위의 호칭인 데 반해, 지구, 지급시는 중국의 전 국토에 설치되어 있는 행정 단위이다.

### 지급시
성급의 행정 단위와 현급의 행정 단위의 중간에 있는 지구급의 행정 단위의 일종으로, 예전터 각 성, 자치구의 핵심 도시에 설치되어 있었지만, 최근 각종의 지구급 행정 단위의 지급시로의 승격이 대규모로 추진되고 있다.

### 멍(맹)
멍은 청대에 몽골을 중심으로 시행된 맹기제에 유래하는 행정 단위의 호칭으로, 맹은 멍에 대한 중국어의 호칭이다. 내몽고에서 이 호칭은 중화민국과 인민 정부를 거쳐 계속 사용되어 현재에 이르고 있다. 몽골에서도 행정 단위로서 멍이라고 하는 호칭이 이용되고 있어 그대로 멍을 사용하고 있다. 중국의 현행 제도에서는 멍은 지구, 치는 현에 상당해, 20세기말부터 21세기 초반에 걸쳐 맹의 지급시에의 재편이 진행되고 있다.

### 주
주는 여러 현을 관할하는 행정 단위로서 중국에 있어 예부터 사용되어 온 행정 단위의 호칭이지만, 현행 제도에서는 주라는 이름이 붙는 지방자치체는 모두 민족구역자치행정 단위인 자치주이다. 중화인민공화국의 건국 초기, 중국인민정부의 장악 지역의 각지에서 「00족자치구」로 발족해, 1950년대 중반에 「00족자치주」라고 개칭되어 현재에 이르는 것이 많다. 각 성과 자치구와 신장 위구르 자치구 등에 설치되어 있다.

### 지구
지구는 원래는 여러 현을 관할하며, 중국의 모든 성, 자치구 내에도 존재하였지만, 최근 지급시로의 전환(일종의 승격)이 빠르게 이뤄지고 있으며, 현재는 헤이룽장, 구이저우, 간쑤, 칭하이의 각 성의 일부분과 티베트 자치구 내에만 남아 있을 뿐이다.

## 현급행정구

### 기(旗)
치는 멍을 구성하는 현급의 자치체이다. 청나라 말기에 내몽고에서 한인의 이주가 진행된 지역에, 한인을 관할하는 행정 기관으로서 주, 현이 설치된 전통을 계승해, 한인이 다수 분포하는 현급의 자치체는 현으로, 몽골인이 다수를 차지하는 현급의 자치체는 ‘치’를 자칭하는 경향이 있다.

### 자치현
민족 자치구 지역 내에 존재하는 여러 현 가운데, 자치현의 명칭을 붙이는 것으로서는 다음과 같은 종류가 있다.
1. 몇 개의 성에 접해있고, 집단거주지의 영역이 현 규모인 경우, 자치 주체 민족의 이름을 딴  자치현이 된다.
2. 몇 개의 민족 자치주에 있고, 그 주의 자치 주요 민족과는 다른 민족의 집단 주거 영역이 현 규모인 경우, 그 민족의 이름을 딴 민족 자치현이 된다.

내몽고 자치구나 서장 자치구 내의 여러 현, 쓰촨, 칭하이, 간쑤, 윈난의 각 성내의 티베트족 자치주를 구성하는 여러 현에서, 티베트족이 자치 주체 민족인 여러 현은  모두 「00족자치현」을 자칭하지 않았다.

## 같이 보기
- 중국의 소수민족